# ミイラ男

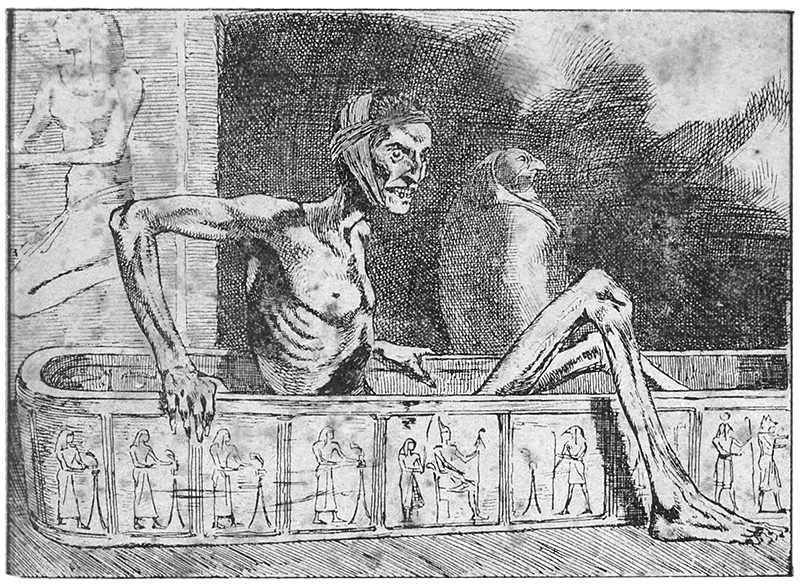
アーサー・コナン・ドイル作『競売ナンバー二四九』（1892年）の挿絵に描かれたミイラ

ミイラ男（みいらおとこ）またはマミー（英：Mummy）は、伝承やフィクション作品などに登場する怪物。その名の通り、ミイラ状の死体を元とするアンデッド（不死の怪物）であり、一般にゾンビやスケルトンと並んで知られる。通例では包帯を巻いた状態の姿である。日本語では「ミイラ男」と呼ばれることが多いが、男性には限定されず、単にミイラと呼ばれることも多い。
ホラー作品（特に1930年代のホラー映画）としてのミイラ男がよく知られているが、初期の創作物はラブ・ロマンス作品かつ女性ミイラであった。ラブ・ロマンス作品としての傾向は20世紀末から復活している。

## 歴史
怪物としてのミイラ男ないしミイラの歴史はさほど古くはなく、エジプトがフランスやイギリスに植民地化された19世紀頃に現れたものである。初期の創作物においては、ミイラはほぼ女性であり、主人公の恋愛対象としてラブ・ロマンス小説の題材であった。この初期の代表作としては、テオフィル・ゴーティエの『ミイラの足』（1840年）、ブラム・ストーカーの『七つ星の宝石』（1903年）、アーサー・コナン・ドイルの『トートの指輪』（The Ring of Thoth、1890年）、ヘンリー・ライダー・ハガードの『洞窟の女王』（1887年）や『スミスとファラオ』（1921年）、グラント・アレンの『ミイラとの大晦日』（My New Year's Eve Among the Mummies）などがあり、中には主人公が美しい女性の姿をしたミイラと結ばれるものさえあった。
今日に知られるホラー作品の題材としてのミイラは、ユニバーサル映画の『ミイラ再生』（1932年）を始めとする1930年代の映画作品を嚆矢とする。特に同作でボリス・カーロフが演じたイムホテップがよく知られる。こうしてミイラ男は、ドラキュラ伯爵やフランケンシュタインの怪物と並んで19世紀ゴシックホラーの怪物の代名詞の1つとなった。
しかし、20世紀末には再びロマンス作品の題材としてのミイラが復活した。そのきっかけとなったのが、清廉なミイラ男と女性考古学者のロマンスを描いたアン・ライスの『ザ・マミー』である。